# ERF Jess
ERF Jess ist ein durchhörbares Hörfunkprogramm und darüber hinaus ein crossmediales Angebot von ERF Medien e. V., dessen Kernzielgruppe die 30- bis 50-jährigen Internetnutzer sind. Der Name Jess wird deutsch ausgesprochen und ist dabei ein Mischwort aus dem englischen „yes“ und dem biblischen Namen „Jesse“.

## Geschichte
ERF Jess wurde als ERF Pop am 1. April 2009 gegründet. Ursprünglich war ERF Pop nur über das Internet zu hören. Über die Jahre hinweg kamen weitere Ausspielwege hinzu. Teilweise ist ERF Jess auch terrestrisch empfangbar, über UKW im Stadtgebiet von Wetzlar auf der Frequenz 90,0 MHz. Über DAB+ wurde die Ausstrahlung Ende 2023 schrittweise eingestellt: in Berlin-Brandenburg September 2024 (Kanal 12D), in Hamburg (Kanal 10D) und im südlichen Hessen (Kanal 12 C) Dezember 2023.
Im Januar 2009 wurde eine Umfrage begonnen, bei der die Leser der hauseigenen Programmzeitschrift Antenne und der Website aufgefordert wurden, die musikalische Ausrichtung des Senders mitzugestalten. In dem Newsletter, der die Umfrage abschloss, wurde vor allem die Hauptsendung Der Morgen von 7.00 bis 10.00 Uhr vorgestellt. Sie wurde bis zur Einstellung von ERF Fernsehen parallel zur Internetübertragung auch im Fernsehen ausgestrahlt, das die Sendung mit einer Studiokamera begleitete.
Am 3. November 2021 wurden das Radioprogramm ERF Pop, die Social-Media-Angebote und die Fernsehsendung ERF Gott sei Dank in „ERF Jess“ umbenannt. ERF Jess ist seitdem die Dachmarke für das crossmediale Angebot des Senders.

## Programm
Das Musikangebot orientiert sich vorwiegend am Mainstream der sogenannten Contemporary Christian Music. In der Rotation befinden sich ausschließlich aktuelle Titel, Oldies werden nicht gespielt. Besonderen Augenmerk erhält die jeweilige „CD der Woche“, deren einzelnen Tracks im Tagesprogramm zum Teil mit deutscher Übersetzung vorgestellt werden. Die Wortbeiträge sind kurz gehalten. „Das Programm soll alltagstauglich und zugleich geistlich und geistig inspirieren.“ Zur vollen Stunde gibt es Nachrichten, die von einer externen Redaktion bereitgestellt werden.
ERF Jess sendet täglich 10 Stunden moderiertes Liveprogramm, in der übrigen Zeit ist das Programm automatisiert. Das Team besteht derzeit aus acht Personen, von denen fünf abwechselnd die Moderation übernehmen.
Der Sender setzt auf Interaktion mit den Hörern. So können diese in den live moderierten Zeiten über WhatsApp mit den Moderatoren chatten oder sich per Webseite oder eigener Smartphone-App Grüße schicken und Titel wünschen, die in der Regel innerhalb einer Stunde gespielt werden.

## Senderlogos

1. April 2009 bis 1. Dezember 2011
1. Dezember 2011 bis 10. November 2015
11. November 2015 bis 21. Juni 2021
22. Juni bis 2. November 2021
Seit 3. November 2021